# Мамыри (деревня, Москва)
Мамыри́ — деревня в Новомосковском административном округе Москвы (до 1 июля 2012 года была в составе Ленинского района Московской области). Входит в состав поселения «Мосрентген».
По данным на 2005 год в деревне проживало 33 человека.

## История
Деревня Мамыри возникла в середине XIX века как выселки из соседней упразднённой деревни Должниково.
В XX веке западнее деревни построены военный аэродром и военный городок, а также хутора, в которых жили военные.
Восточнее деревни открыт строительный рынок «Славянский мир», а по другую сторону Калужского шоссе — «МЕГА Тёплый Стан»
В 2019 году началось строительство станции метро «Мамыри» в составе Коммунарской линии Московского метрополитена. В 2023 году станции присвоено наименование «Корниловская».

## Население
| 2002 | 2010 |
| ---- | ---- |
| 413  | ↗414 |

## Инфраструктура
В данный момент на территории деревни Мамыри находятся такие ритейлеры как «Дикси», «Карусель», «Азбука вкуса», «Стокманн», «Мега Молл», «ИКЕА», «Ашан», крупнейшая в России строительная ярмарка «Славянский Мир». Деревня Мамыри является крупнейшей торговой площадкой на территории «Новой Москвы».

## Расположение
Деревня Мамыри находится примерно в 8 км к востоку от центра города Московский. Деревня расположена у Калужского шоссе примерно в километре от МКАД. Рядом с деревней находится Троицкий лесопарк.

## Перспективы
Планируется строительство дублёра Калужского шоссе — автодороги Мамыри—Пенино—Шарапово.